# Oosterhei

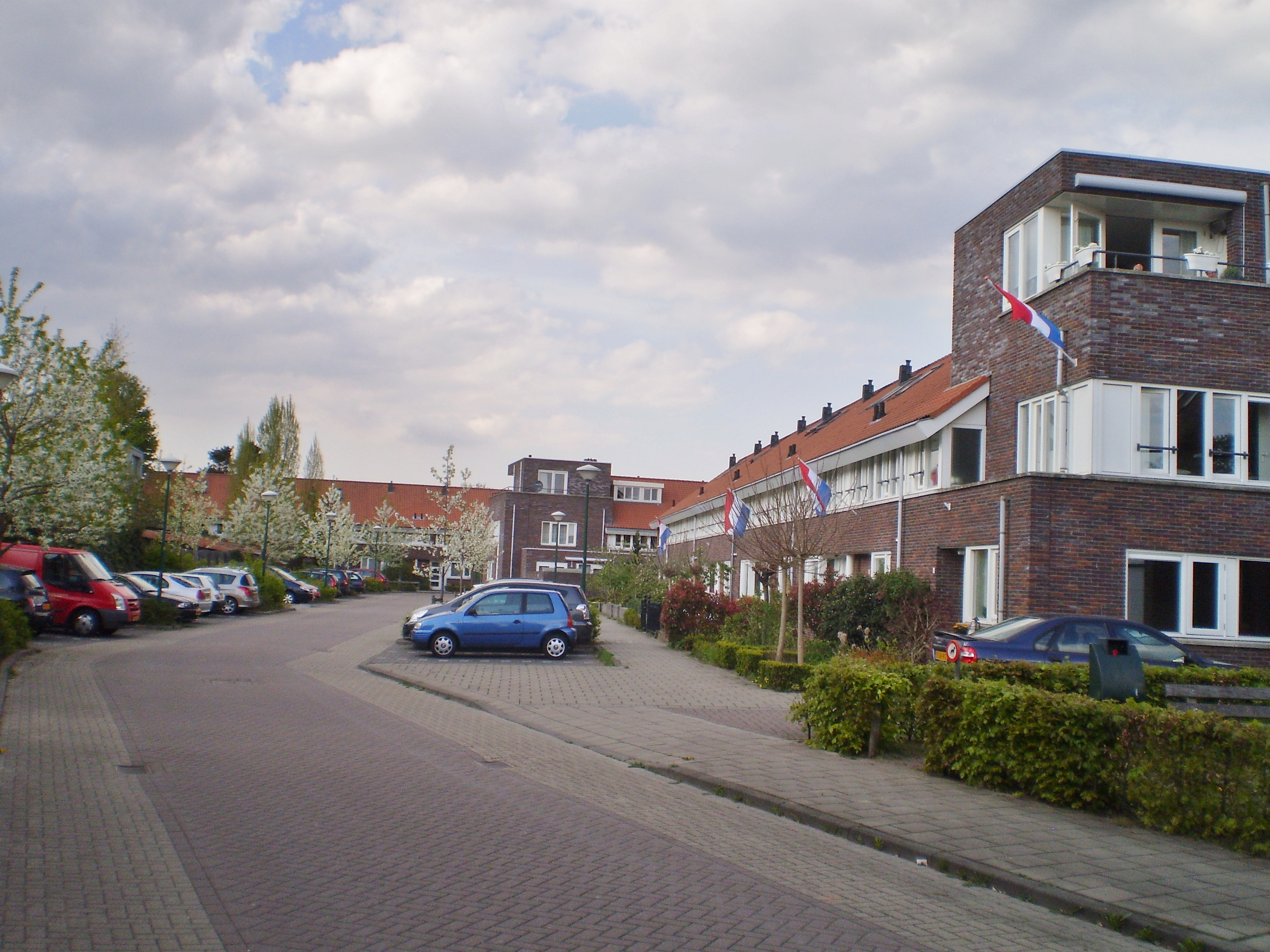
Meester Pluimhof

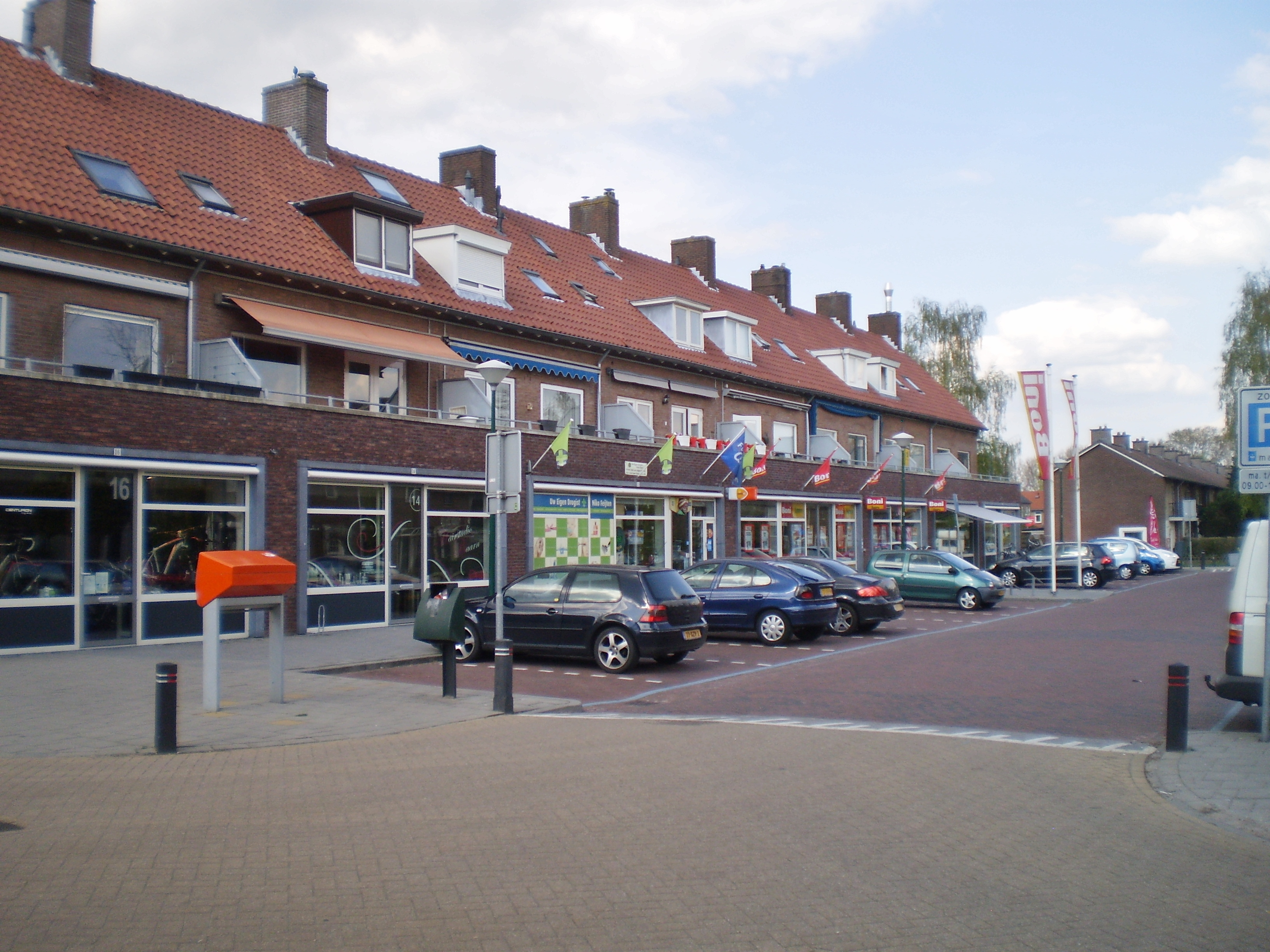
Reigerstraat

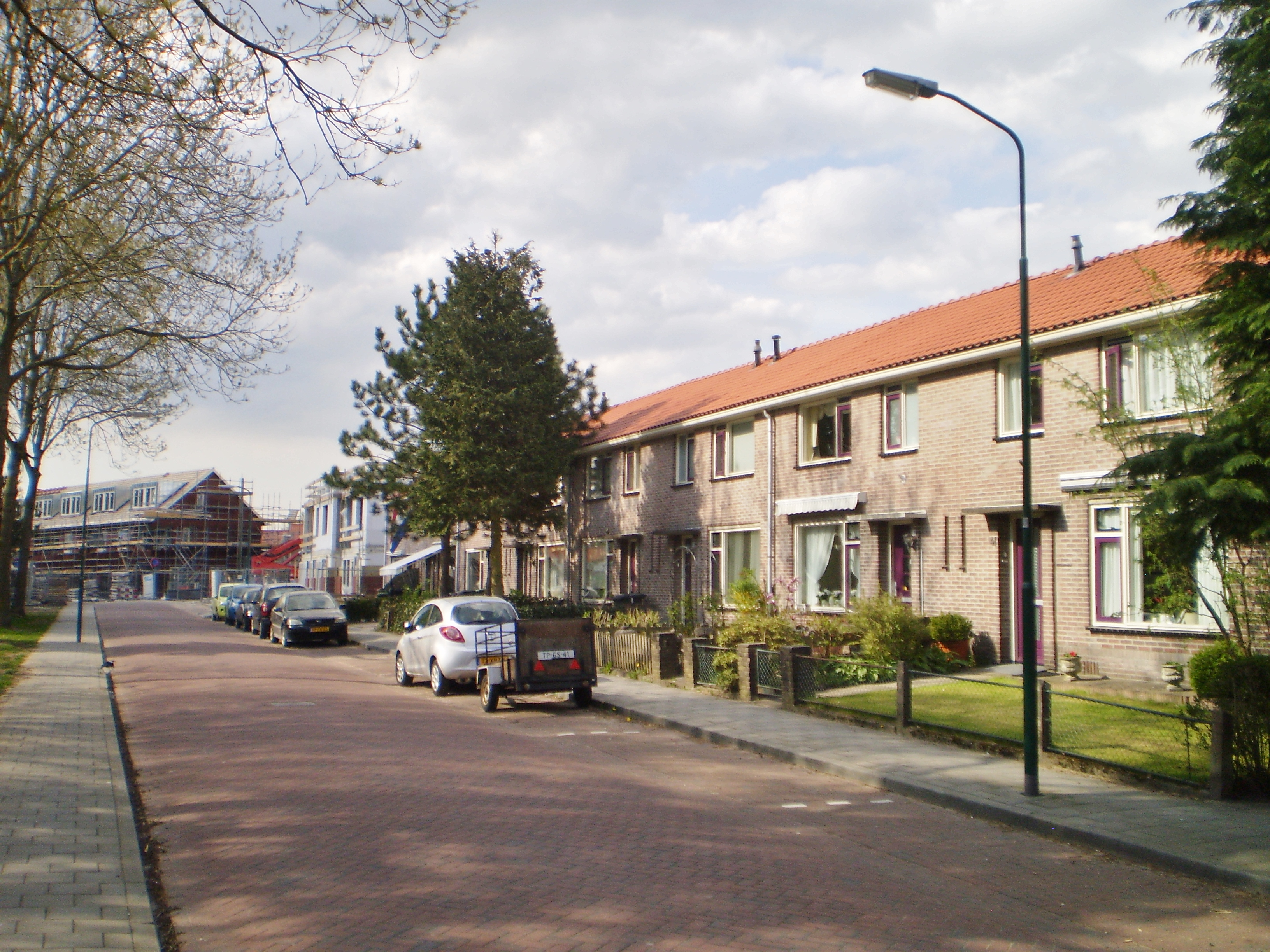
Lepelaarstraat

De Oosterhei is een wijk aan de zuidkant van Baarn. De woonwijk wordt onderscheiden in een Oude en Nieuwe Oosterhei. Het gebied tussen de Piet Heinlaan, de Oosterstraat en de Bestevaerweg vormt de Bloemenbuurt van Oosterhei. Het noordelijkste deel van de wijk dateert van de jaren zestig van de 20e eeuw. Het zuidelijke deel bij de Zwanenweide is in de jaren gebouwd zeventig. 

## Oude Oosterhei
Voor 1800 was de hei een klein onderdeel van de enorme heidevlakte rondom Baarn die zich uitstrekte tussen Amersfoort en Huizen, waarbij schapenteelt het belangrijkste middel van bestaan was.
De Oude Oosterhei had in 2010 2560 inwoners. De woonwijk wordt begrensd door de Javalaan, Torenlaan, de Wijkamplaan / Bremstraat, Margrietstraat en het Cantonspark. Aan de Javalaan vormt een langhuisboerderij een van de weinige restanten van de agrarische bebouwing van Oosterhei.
De Oosterstraat is van oudsher een route naar de heidegronden ten zuiden van Baarn. Dit gebeurde via de Noorderlaan (tegenwoordig Faas Eliaslaan) en de Noorderstraat. In de 17e eeuw zorgden de bewoners van de Eult (familie Deutz) en Soestdijk (Willem III) voor veranderingen. Ze zorgden voor bosaanplant en legden lange lanen aan, mede ten behoeve van de jacht. De lanen werden daarbij gebruikt om het wild te drijven. De Oosterhei zou onbebost blijven. Er woonden slechts dagloners en keuterboertjes die een bestaan zochten op de ruige arme gronden. De Oosterstraat ontwikkelde zich in de 19e eeuw tot de centrale noord-zuidroute van het zuidoostelijk deel van Baarn, met daaraan een aantal winkels en bedrijfjes. Faas Elias, de eigenaar van Schoonoord liet in 1858 aan de huidige Westerstraat een hofje met kleine aaneengeschakelde ‘arbeidershuisjes’ bouwen voor zijn gepensioneerde personeel. De villabouw in hoog Baarn in 1850 deed de vraag naar diensten en producten stijgen. Er vestigden zich boerenbedrijfjes en allerlei neringdoenden vestigden zich op de hei. Zo ontstonden tuinderijtjes, petroleum- en turfhandelaren, kruideniers. De bevolking groeide bovendien door de grondspeculatie die op gang kwam na de aanleg van de spoorbaan. Van veel keuterboertjes in het centrum van Baarn werd de pacht opgezegd, waarna deze mensen zich noodgedwongen op de hei gingen vestigen. Met name 's winters was het een hard bestaan voor de vele kleine zelfstandigen die geen werk hadden omdat de kapitaalkrachtige villabewoners dan hun zomerverblijven in Baarn verruilden voor hun woning in de stad. Omstreeks 1910 raakte de buurt overvol. De gezinnen waren groot en goedkope huurwoningen waren schaars. Pas na 1920 zou in Baarn worden begonnen met sociale woningbouw met de bouw van het 'rode dorp' en de huidige 'bloemenbuurt'. De bebouwing aan de Oosterstraat dateert veelal van rond 1920. In de Sumatrastraat staat een blok van zes arbeiderswoningen. Opvallend is ook de tuindorpbebouwing aan de Rozenstraat en Leliestraat. 
Van oudsher waren er bedrijven in het gebied gevestigd, die plaats hebben gemaakt voor woonhuizen: uitgeverij van uitgerij Bosch en Keuning en het PolyGramterrein (de Plantage). Aan de Oosterstraat heeft het voormalige laboratorium van het Westerdijk Fungal Biodiversity Institute de bestemming gezondheidscentrum gekregen.
Aan het Cantonspark staat de basisschool De Uitkijck (voorheen De Bestevaer).
De vrijstaande huizen aan de Torenlaan sluiten aan op de bebouwing van het Pekingpark, aan de westzijde van de Torenlaan.

## Nieuwe Oosterhei
De Nieuwe Oosterhei wordt globaal begrensd door de Wijkamplaan / Bremstraat, Bestevaerweg, Dotterbloemlaan, Praamgracht en de spoorlijn van Amsterdam – Amersfoort. Het noordelijkste deel wijk is in de jaren vijftig aangelegd. Het zuidelijke deel bij de Zwanenweide is in de jaren zeventig gebouwd. Midden in de wijk bevindt zich een speeltuin met wijkgebouw en aan de Begoniastraat staat basisschool Guido de Bres. Aan de zuidwestgrens aan de spoorlijn is de begraafplaats met ingang aan de Wijkamplaan.
Binnen de Nieuwe Oosterhei valt ook de Vogelbuurt. In de Vogelbuurt zijn rond 2010 tientallen duplexwoningen en aan aantal eengezinswoningen afgebroken en in 2013 vervangen door nieuwbouw in de Reigerstraat en Lepelaarstraat om het karakter en aanzien van de wijk te verbeteren. Het winkelcentrum aan de Reigerstraat is rond 2010 vernieuwd. Twee flats aan de Oosterstraat werden kort daarvoor opgeknapt, twee andere flats zijn afgebroken en werden vervangen door zorgcentrum Het Parkgebouw. Dit gebouw bevat 31 sociale huurwoningen en 32 woonheden voor psychogeriatrische patiënten van Amaris Schoonoord. Bij de oplevering kreeg de buurt een kunstwerk in de vorm van drie bronzen gierzwaluwen op een roestvrijstalen pilaar.
Amaliapark ·
Centrum ·
Componistenwijk ·
Eemdal ·
Noordschil ·
Oosterhei ·
Pekingtuin ·
Prins Hendrikpark ·
Professorenwijk ·
Rode Dorp ·
Schilderswijk ·
Schoonoordpark ·
Staatsliedenwijk ·
Transvaalwijk ·
Tuindorp ·
Wilhelminapark ·
Zandvoort ·
Zeeheldenwijk